# ظهور الموتى (فلم 2004)
داون أوف ذا ديد (بالإنجليزية: Dawn of the Dead) ، هو فيلم رعب أمريكي ، أنتج سنة 2004 من قبل شركة يونفرسل الأمريكية ، ويتحدث الفيلم عن ظاهرة الزومبيين المخيفين، والتي تهدد حياة السكان الأمريكيين، إلا أن وباء الفيروس إنتشر بشكل مذهل في العالم الافتراضي .

## قصة
تبدأ القصة حينما تحولت ابنته إلى زومبي فقام بقتل زوج بطلة الفيلم (سارة بيلي) وذلك بمجرد عضة من الزومبي سيتحول بشكل مباشر إلى زومبي ماسخ، إلا أنها تمكنت من الهرب خارج المنزل بصعوبة، وركبت السيارة وشاهدت انتشار الزومبي في كل حي وفي حالة طوارئ، وتقول الشرطة في الشاشة التلفزيونية، يجب البقاء داخل المنزل من أجل سلامتكم، إلا أنها انضمت مع عناصر قوات الأمن السابقين إلى مقاومين لخطر الزومبي وهم يعانون تحت حصار داخل سوق المتجر الرئيسية المهجورة.
وبعد تمكنهم من الهروب بعد اقتحام الزومبيين خرجوا إلى الشاطئ ليركب القارب قبل فوات الأوان.

## الممثلون
- سارة بيلي في دور آنا .
- فينغ رامس في دور كينيث .
- جاك ويبر في دور مايكل .
- ميخي فيخر في دور أندري .
- تي بوريل في دور ستيف .
- مايكل كيلي في دور سي.جاي .

وغيرهم

## وصلات خارجية
- مقالات تستعمل روابط فنية بلا صلة مع ويكي بيانات
- April 24, 2003 draft screenplay

http://www.youtube.com/watch?v=WeNCdZnXs-U رابط مشاهدة الفيلم على موقع Youtube